# Alexandre Salat
Pas d'image ? Cliquez ici

a Compétitions nationales et continentales officielles uniquement.

b Matchs officiels uniquement.
Dernière mise à jour le 12 septembre 2022.
Alexandre Salat, né le 6 mars 1915 aux Pujols et mort le 9 juin 1988 à Toulouse, est un joueur de rugby à XIII international français et de rugby à XV, évoluant au poste d'ailier ou de troisième ligne dans les années 1930 et 1940.
Il prend part aux débuts du club de rugby à XIII : le Toulouse olympique XIII nouvellement créé à la fin des années 1930 ; prenant part à la finale de Coupe de France en 1939 contre le XIII Catalan aux côtés de Raphaël Saris et Sylvain Bès. Durant la guerre, à la suite de l'interdiction du rugby à XIII par le régime de Vichy, il joue au rugby à XV pour le Toulouse olympique et remporte la Coupe de France en 1944 avec Bès et Yves Bergougnan.
Il connaît une sélection en équipe de France prenant part à la Coupe d'Europe en 1938 avec un essai inscrit aux côtés de Max Rousié, Jean Dauger et Marius Guiral.

## Palmarès

### Rugby à XIII
- Collectif : 
  - Finaliste de la Coupe de France : 1939 (Toulouse).

#### Détails en sélection
| Matchs internationaux d'Alexandre Salat | Matchs internationaux d'Alexandre Salat | Matchs internationaux d'Alexandre Salat | Matchs internationaux d'Alexandre Salat | Matchs internationaux d'Alexandre Salat | Matchs internationaux d'Alexandre Salat | Matchs internationaux d'Alexandre Salat | Matchs internationaux d'Alexandre Salat | Matchs internationaux d'Alexandre Salat | Matchs internationaux d'Alexandre Salat | Matchs internationaux d'Alexandre Salat | Matchs internationaux d'Alexandre Salat |
|                                         | Date                                    | Adversaire                              | Résultat                                | Compétition                             | Poste                                   | Points                                  | Essais                                  | Pen.                                    | Drops                                   |                                         |                                         |
| --------------------------------------- | --------------------------------------- | --------------------------------------- | --------------------------------------- | --------------------------------------- | --------------------------------------- | --------------------------------------- | --------------------------------------- | --------------------------------------- | --------------------------------------- | --------------------------------------- | --------------------------------------- |
| sous les couleurs de la France          |                                         |                                         |                                         |                                         |                                         |                                         |                                         |                                         |                                         |                                         |                                         |
| 1.                                      | 20 mars 1938                            | Angleterre                              | 15-17                                   | Coupe d'Europe                          | Ailier                                  | 3                                       | 1                                       | -                                       | -                                       |                                         |                                         |

### Rugby à XV
- Collectif : 
  - Vainqueur de la Coupe de France : 1944 (Toulouse olympique).

#### Détails en club
| Saison    | Saison   | Championnat           | Championnat | Coupe           | Coupe      |
| Saison    | Saison   | Comp.                 | Class.      | Comp.           | Class.     |
| --------- | -------- | --------------------- | ----------- | --------------- | ---------- |
| 1937-1938 | Toulouse | Championnat de France | 1/4 finale  | Coupe de France | 1/4 finale |
| 1938-1939 | Toulouse | Championnat de France | 6e          | Coupe de France | Finaliste  |